# Banco de Santiago
Banco de Santiago (luego llamado Banco Santiago desde enero de 1997) fue un banco chileno que estuvo operativo entre 1977 y 2003, fundado por el empresario Manuel Cruzat Infante. Fue intervenido por la dictadura militar tras la crisis económica de 1982 y desapareció luego de fusionarse con el Banco Santander-Chile, cambiando su nombre a Santander Santiago. Sus operaciones posteriormente pertenecieron a Banco París hasta su cierre en 2016.

## Historia
El banco fue fundado el 7 de septiembre de 1977, mientras que la Superintendencia de Bancos e Instituciones Financieras de Chile (SBIF) autorizó la existencia del Banco de Santiago el 22 de septiembre de 1977, otorgándole la autorización para iniciar actividades el 27 de octubre del mismo año. Inició oficialmente sus actividades el 31 de octubre de 1977.
El banco, fundado por el empresario Manuel Cruzat Infante, estaba destinado a otorgar servicios financieros a personas y empresas, enfatizando en la entrega de créditos y cuentas de ahorros, a diferencia de la Colocadora Nacional de Valores (también perteneciente a la familia Cruzat), que estaba enfocada principalmente hacia el área empresarial. En sus primeros años vivió una etapa de crecimiento sostenido, pasando de 2 sucursales en 1978 a 27 en 1984.
El 13 de enero de 1983, el Banco de Santiago fue intervenido por el Ministerio de Economía, asignándole un administrador provisional. La intervención del banco se mantuvo hasta el 15 de abril de 1987, fecha en que se puso término a la designación del administrador provisional.
El 23 de mayo de 1986, la SBIF autorizó la fusión del Banco Colocadora Nacional de Valores con el Banco de Santiago, quedando este último como el nombre oficial de la institución. En 1989 operaba las tarjetas de crédito Magna (creada en 1985) y MasterCard (introducida a inicios de los años 1980).
En enero de 1997, el Banco de Santiago se fusionó con el Banco O'Higgins, adquiriendo todos sus bienes, servicios y clientes. La nueva institución acortó su nombre, quedando sólo como Banco Santiago. Junto con esto, se renueva el logotipo e infraestructura de las sucursales de la compañía; el logo se mantuvo hasta julio de 2003.
El 16 de mayo de 2003, Banco Santiago fue autorizado para fusionarse con el Banco Santander-Chile. Dicha unión se concretó el 26 de julio de 2003, cambiando el banco su denominación a Banco Santander Santiago.
Finalmente, el 6 de diciembre de 2004, la división Santiago-Express del Banco Santander Santiago fue traspasada a Almacenes París, con lo cual esta última fundaría el Banco París. Las operaciones restantes de Santander Santiago cambiaron de nombre, pasando a ser definitivamente parte del Banco Santander-Chile.